# Antoni Józef Śmieszek
PolAntoni Józef Śmieszek (22. května 1881 Osvětim – 12. ledna 1943 Göttingen) byl polský egyptolog. Studoval lingvistiku a filologii na univerzitě v Krakově a později na univerzitách v Mnichově, Berlíně a Londýně. Zabýval se egyptským náboženstvím a lingvistikou. Mezi lety 1921 až 1923 působil v Poznani a od roku 1934 do roku 1939 ve Varšavě.